# Josef Stimpfle

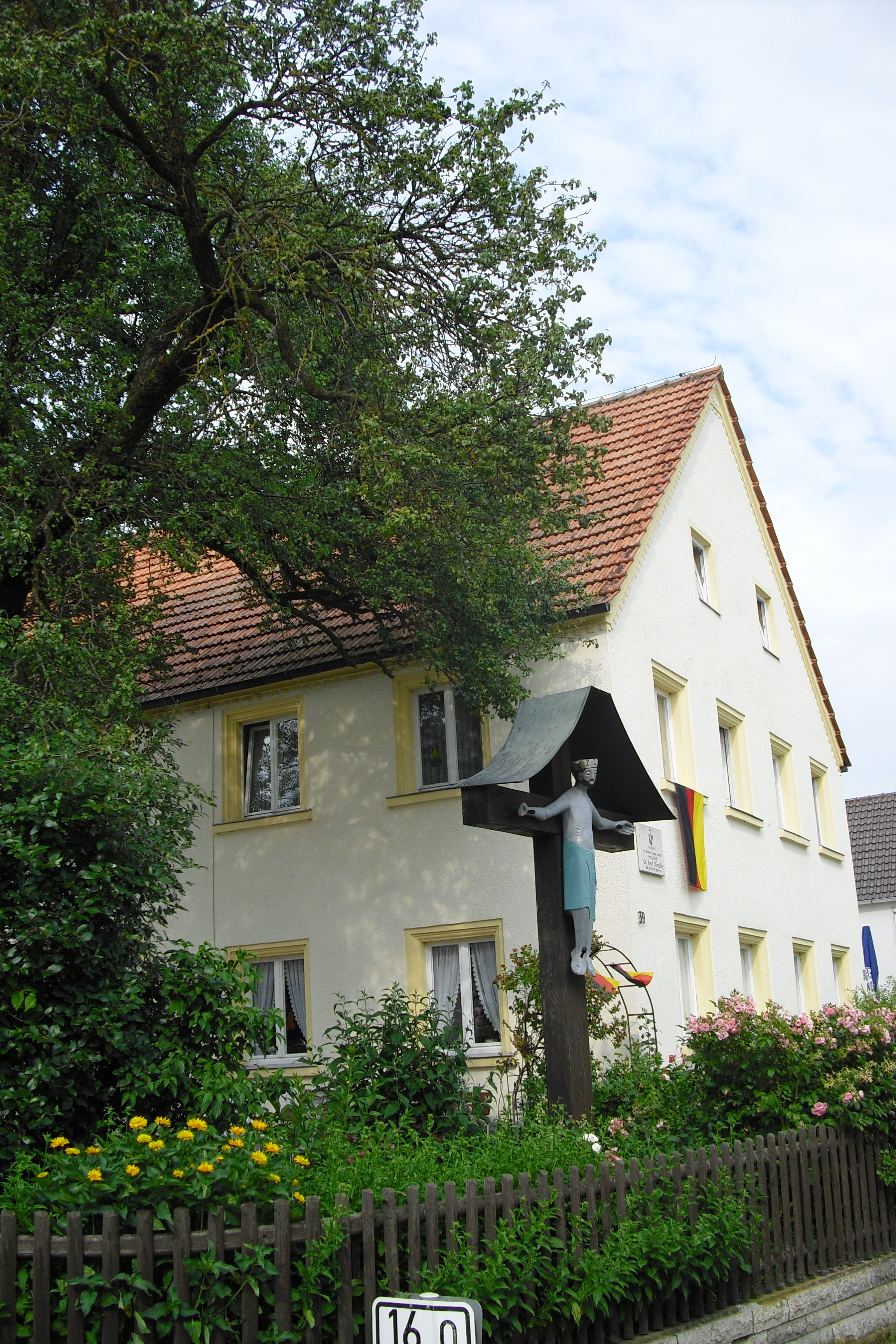
Geburtshaus Stimpfles in Maihingen

Josef Stimpfle (* 25. März 1916 in Maihingen; † 12. September 1996 in Augsburg) war ein deutscher römisch-katholischer Priester und Theologe. Er war der 81. Bischof von Augsburg.

## Leben
Josef Stimpfle kam 1926 in das Bischöfliche Knabenseminar nach Dillingen an der Donau. Nach dem Abitur 1935 begann er das Studium der Theologie und Philosophie. Danach wurde er in das Collegium Germanicum in Rom aufgenommen und setzte sein Studium an der Päpstlichen Universität Gregoriana fort. 1940 wurde er zum Kriegsdienst einberufen. Am 28. Juli 1946 empfing er die Priesterweihe durch den Augsburger Bischof Joseph Kumpfmüller. Nach einer Tätigkeit als Kaplan in Augsburg-Oberhausen konnte er 1948 in Rom seine Studien fortsetzen und wurde 1951 zum Doktor der Theologie promoviert. 1951 war er Kaplan an der Augsburger Basilika St. Ulrich und Afra. 1952 trat er das Amt des Subregens am Dillinger Priesterseminar an.
Nachdem Bischof Joseph Freundorfer am 11. April 1963 verstorben war, wurde Stimpfle am 12. September 1963 durch Papst Paul VI. zum Bischof von Augsburg ernannt. Die Bischofsweihe spendete ihm der Erzbischof von München und Freising, Julius Kardinal Döpfner, am 26. Oktober desselben Jahres. Mitkonsekratoren waren der Regensburger Bischof Rudolf Graber sowie der Augsburger Weihbischof Josef Zimmermann. Als bischöflichen Wahlspruch wählte er Plebi Dei peregrinanti (lat.: „Dem wandernden Gottesvolk“).
Stimpfle nahm an der zweiten, dritten und vierten Sitzungsperiode des Zweiten Vatikanischen Konzils als Konzilsvater teil. Er war über sein Bistum hinaus auch in der Weltkirche, besonders Lateinamerika und Osteuropa, stark engagiert. Er war Mitglied der Kommission Weltkirche der Deutschen Bischofskonferenz und von 1981 bis 1991 der Vorsitzende ihrer Unterkommission für Entwicklungsfragen (insbesondere Misereor).
Am 22. Februar 1969 gründete Stimpfle in Maria Vesperbild die deutsche Priestergemeinschaft im Engelwerk.
1970 wurde Stimpfle von Kardinal-Großmeister Eugène Kardinal Tisserant zum Ritter des Ritterordens vom Heiligen Grab zu Jerusalem ernannt und am 5. Dezember 1970 im Kölner Dom durch Lorenz Kardinal Jaeger, Großprior der deutschen Statthalterei, investiert. Er war zuletzt Großoffizier des Ordens und Prior der Ordensprovinz Bayern.

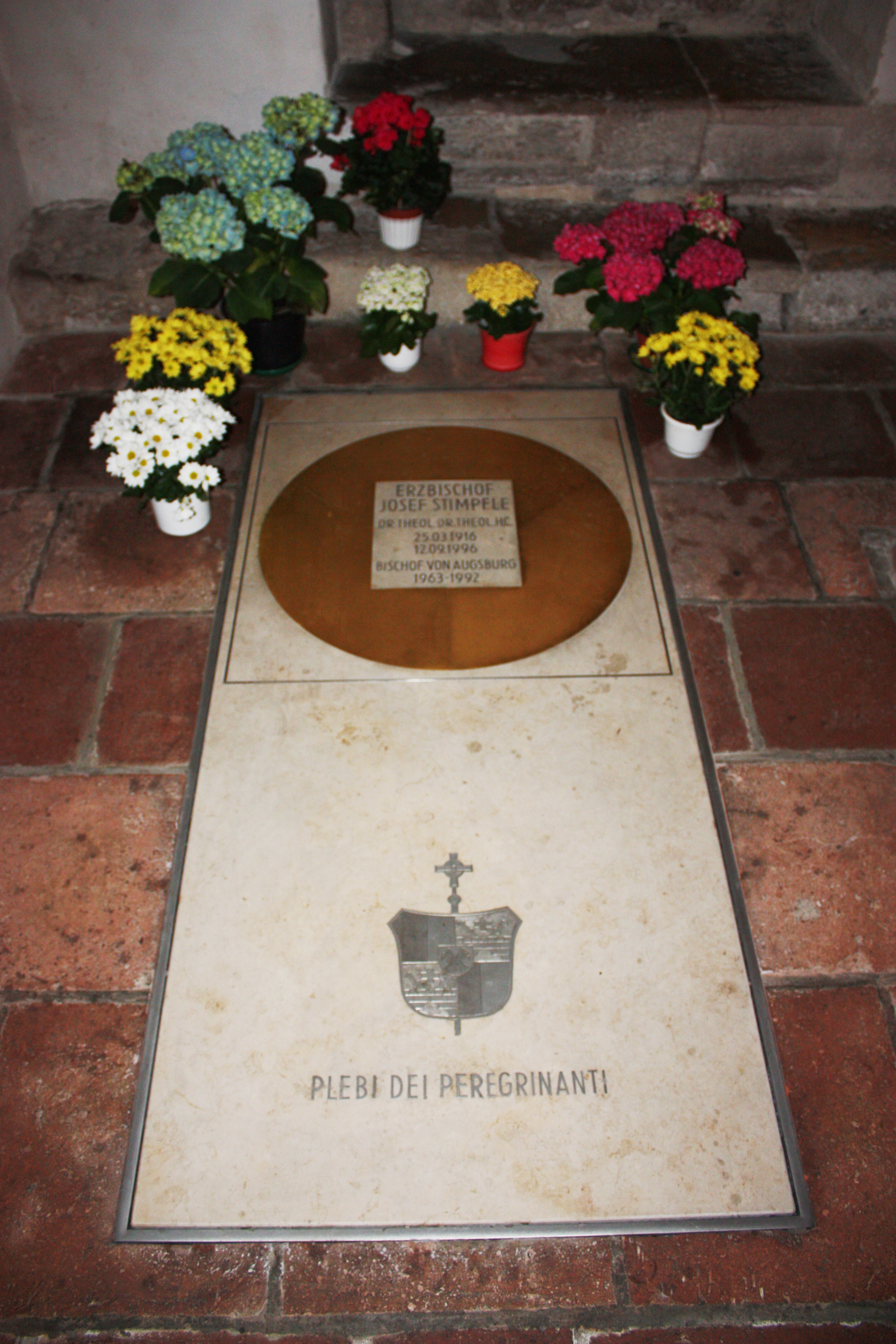
Grabplatte im Augsburger Dom

Am 30. März 1992 nahm Papst Johannes Paul II. sein altersbedingtes Rücktrittsangebot an und verlieh ihm für seine Verdienste den persönlichen Titel eines Erzbischofs. Stimpfle starb 1996 und wurde im Augsburger Dom beigesetzt.

## Ehrungen und Auszeichnungen
- 1966: Bayerischer Verdienstorden
- 1966: Ehrenbürger von Dillingen an der Donau
- 1970: Ritterschlag zum Ritter vom Heiligen Grab
- 1978: Großes Verdienstkreuz der Bundesrepublik Deutschland[4], mit Stern (1986)
- 1982: Großkreuz des Verdienstordens der Italienischen Republik
- 1984: Europa-Verdienstmedaille
- 1985: Ehrendoktorwürde der Universität Augsburg
- 1987: Ehrenbürgerwürde von Augsburg
- 1992: Robert-Schuman-Sonderpreis
- Ehrenbürger von Maihingen

## Namensgebungen
Nach Erzbischof Stimpfle ist ein Saal der Katholischen Hochschulgemeinde Augsburg in der Hermann-Köhl-Straße 27 sowie ein Schultrakt in Ikot Ekpene (Nigeria) benannt.